# Mạng lưới kinh doanh

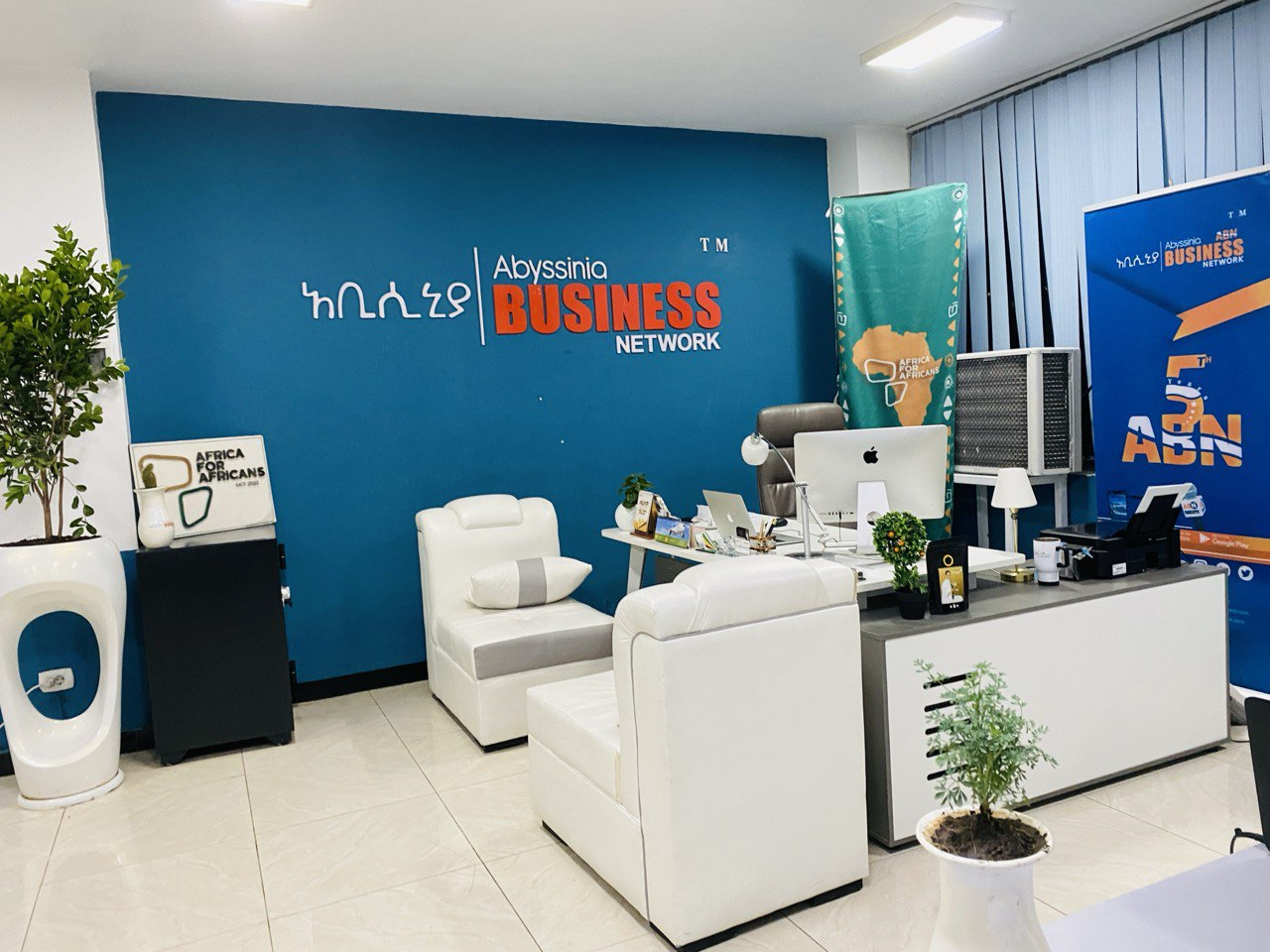
Một văn phòng điều hành mạng lưới kinh doanh

Mạng lưới kinh doanh (Business network) là một mạng lưới phức tạp, bền vững và phụ thuộc lẫn nhau của mối quan hệ kinh doanh giữa các tác nhân thị trường và tác phân phi thị trường cho phép các công ty cùng tạo lập giá trị trong môi trường kinh doanh của họ. Mạng lưới kinh doanh đề cập đến tập hợp các mối quan hệ và kết nối mà một cá nhân hoặc một doanh nghiệp xây dựng và duy trì với các cá nhân, tổ chức, đối tác, khách hàng, nhà cung cấp, và thậm chí là đối thủ cạnh tranh khác trong hoặc liên quan đến lĩnh vực kinh doanh của mình. Các công ty tác động đến thị trường của họ bằng cách quản lý và phát tín hiệu về vị trí mạng lưới của họ tạo điều kiện cho các tác nhân mới gia nhập, hoặc loại bỏ các tác nhân khác, chẳng hạn, thông qua phi trung gian, nghĩa là loại bỏ trung gian. Khi một số tác nhân trong một mạng lưới kinh doanh có ý định chiến lược chung và cùng nhau làm việc để đạt được các mục tiêu nhất định, thì mạng lưới đó được gọi là mạng lưới kinh doanh chiến lược. Những mục tiêu này, mang tính chiến lược và hoạt động, được các mạng lưới kinh doanh áp dụng dựa trên vai trò của họ trên thị trường. 

## Đặc điểm

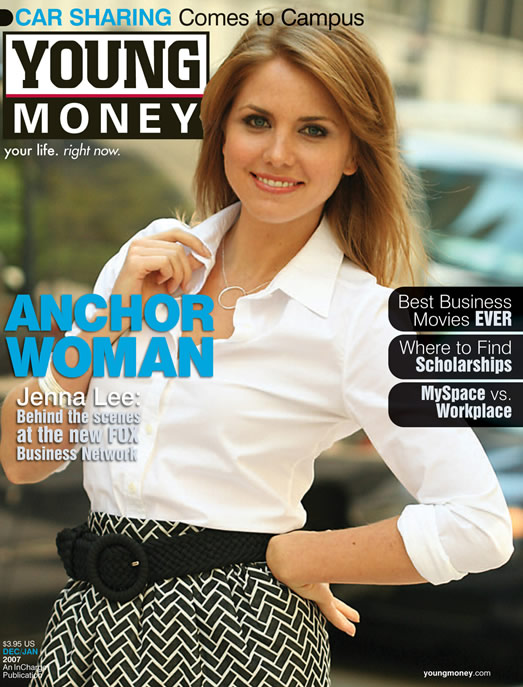
Trang bìa của một tạp chí về mạng lưới kinh doanh

Một số mô tả về mạng lưới kinh doanh quy định các loại đặc điểm khác nhau:
- Mạng lưới kinh doanh là một hình thức hợp tác giữa các công ty, cho phép các công ty ở các khu vực hoặc quốc gia khác nhau hợp tác trên cơ sở các mục tiêu phát triển chung được thể hiện trong thỏa thuận hợp tác. Các công ty quyết định kết hợp sức mạnh của mình, chia sẻ thông tin và tạo ra sức mạnh tổng hợp để trở nên đổi mới và cạnh tranh hơn trên thị trường trong nước và quốc tế, đồng thời vẫn giữ được tính tự chủ, không tạo ra một pháp nhân riêng biệt. Mô hình hợp tác này phù hợp với mọi loại hình hoạt động hoặc lĩnh vực kinh doanh[5].
- Mạng lưới kinh doanh lớn hơn tổng số doanh nghiệp riêng lẻ. Nó bao gồm các nhà cung cấp, khách hàng, nhà phát triển bên thứ ba, nhà phân phối và các bên khác. Các bên thứ ba này thường có lý do chính đáng để hỗ trợ mạng lưới và duy trì hoạt động trong đó[6].
- Mạng lưới kinh doanh mang tính tổng quát và bao gồm cả mạng lưới kinh doanh thông minh và không thông minh. Mạng lưới kinh doanh thông minh được định nghĩa là một nhóm các công ty tham gia (nút) được liên kết với nhau bằng một hoặc nhiều mạng lưới truyền thông (liên kết). Các công ty có mục tiêu tương đồng và tương tác theo những cách thức sáng tạo. Mỗi công ty đều nhận thức được rằng mạng lưới kinh doanh thông minh sẽ tự gia tăng giá trị và bền vững theo thời gian[7].
- Mạng lưới kinh doanh thuộc sở hữu của doanh nghiệp, trong đó phạm vi của mạng lưới là hỗ trợ các yêu cầu về thông tin và hoạt động của doanh nghiệp, chẳng hạn như các bộ phận tiếp thị, bán hàng, kế toán và sản xuất[8].